# Jean-Louis Borloo
Jean-Louis Borloo (nascido em Paris, 7 de abril de 1951) é um político francês. Em seu país foi ministro dos Assuntos Sociais entre 2004 e 2007, ministro da Economia e das Finanças em 2007 e ministro do Meio Ambiente entre 2007 e 2010.
Boorlo, obteve uma licenciatura em 1972 em direito e filosofia na Universidade Paris 1 Panthéon-Sorbonne, em 1974 uma licenciatura em história e economia na Universidade Paris Nanterre, e em 1976 um MBA na HEC Paris.